# Oscillazione di Bølling

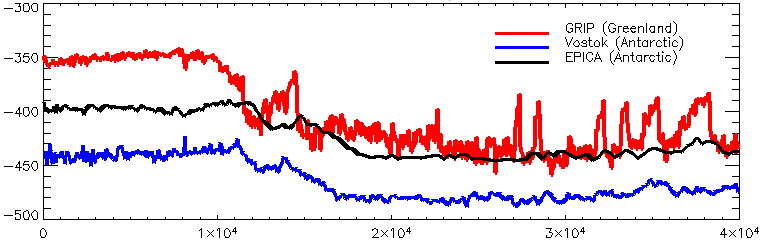
Oscillazioni della temperatura in tre diverse regioni del globo ricavate in base alla variazione isotopica dell'ossigeno: la sequenza GRIP (rossa) ottenuta dalle carote di ghiaccio della Groenlandia, mostra le oscillazioni intorno al 15.000 BP. Le curve blu e nera, riferite all'emisfero antartico, non mostrano segni di queste oscillazioni.

L'oscillazione di Bølling, o interstadiale di Bølling, fu un periodo caldo di poche centinaia di anni durante gli stadi finali dell'ultimo periodo glaciale, tra il 15.000 e il 14.000 BP, e corrisponde alla zona di polline Ib.

## Denominazione

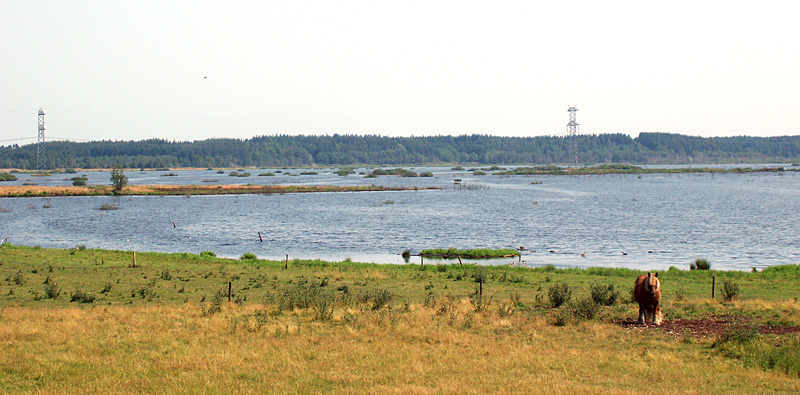
Il Bølling Sø (lago Bølling), nello Jutland centrale, in Danimarca.

La denominazione fu introdotta nella letteratura scientifica nel 1942 dal paleoecologo danese Johannes Iversen, sulla base di una sequenza nella torba scoperta nel Bølling Sø (lago Bølling), nello Jutland centrale, in Danimarca. Questo periodo fece seguito al Dryas antichissimo e precedette il Dryas antico. Tuttavia, se il Dryas antico non è presente o non viene rilevato nell'evidenza di una regione, il Bølling-Allerød viene considerato un singolo periodo interstadiale.
Per quanto riguarda le zone di polline, l'interstadiale di Bølling viene assegnato in senso stretto alla zona 2a1, mentre in senso allargato corrisponde alla zona 1b.

## Datazione
L'inizio del Bølling è identificabile dal netto aumento di temperatura che marca la fine del Dryas antichissimo fissata in genere a 14.670 BP. Una variazione calibrata di 14.650-14.000 BP viene assegnata allo strato di Bølling trovato nello scavo al Lago Neuchâtel, Svizzera, 1992-1993. La registrazione dell'isotopo dell'ossigeno rilevato nel ghiaccio della Groenlandia include il picco di caldo del Bølling tra i 14.600 e 14.100 BP. La maggior parte delle date recenti disponibili rientrano in questo campo di variazione con uno scarto di poche centinaia di anni.
I dati delle varve, le stratificazioni annuali dei sedimenti del Meerfelder Maar (Paesi Bassi), danno una durata dal 13.670 al 13.540 BP, che corrispondono al periodo tra l'11.720 e l'11.590 a.C. Secondo il Geozentrum di Hannover il periodo è tra il 13.730 e il 13.480 calibrati BP che corrispondono a 11.780-11.530 a.C. Lowe et al. posizionano l'inizio all'11.954 a.C. mentre per Raden et al. l'estensione va dall'11.958 all'11.674 per l'interstadiale ristretto e dal 12.640 al 12.094 per quello allargato.

## Livello del mare
Misurazioni effettuate nelle barriere coralline delle Isole Barbados indicano che durante l'interstadiale di Bølling il livello del mare si trovava circa 70 m al di sotto del livello attuale, con una leggera tendenza alla crescita. Durante il precedente interstadiale di Meiendorf il livello si posizionava tra 90 e 93 m al di sotto del livello attuale.

## Flora
Dei due periodi (Bølling e Allerød) il Bølling è il più caldo e sopraggiunse più velocemente. Durante questo periodo il livello del mare s'innalzò a causa dello scioglimento del ghiaccio, che lasciava gradatamente comparire grandi aree di terreno nel Nord Europa, mentre le foreste temperate andarono a ricoprire l'Europa dal 29º al 41º parallelo di latitudine. Dopo qualche tipo di vegetazione pionieristica, come il salice polare e il Dryas octopetala, le foreste di legno duro, come la quercia, e le foreste di legno dolce, come betulla e Pino, si espansero brevemente verso nord per alcune centinaia di anni. Per la prima volta il polline delle piante (soprattutto betulle) rappresentò oltre il 50% del polline totale. Nelle pianure aperte olandesi la specie di betulla pioniera fu inizialmente la betulla nana, presto sostituita da piante a più alto fusto dello stesso genere.

## Fauna
Durante questo periodo gli animali del Pleistocene dai refugia si espansero verso nord nelle tre penisole: iberica, italica e balcanica. I genetisti possono identificare la localizzazione generale studiando i gradi di consanguineità sugli attuali animali europei. I territori usati per la caccia dall'uomo antico restano la maggiore sorgente di fossili di fauna.
Gli animali cacciati dall'uomo erano prevalentemente i grandi mammiferi: renna, cavallo, saiga, antilope, bisonte, mammut lanoso e rinoceronte lanoso. Nelle regioni alpine venivano cacciati l'ibex e il camoscio alpino. Dappertutto nelle foreste dominava il cervo nobile ed altri animali più piccoli, come la volpe, il lupo, la lepre e lo scoiattolo. Si pescava oltretutto il salmone. 

## Culture umane
Gli uomini ritornano nelle foreste europee iniziavano a praticare implacabilmente la caccia grossa, fino all'estinzione. Le loro culture le ultime del tardo Paleolitico superiore. I cacciatori magdaleniani si spostarono lungo la Loira arrivando fin dentro il bacino parigino. Nel Bacino idrografico della Dordogna, prevalevano i perigordiani. Gli epigravettiani dominavano in Italia. Nel nord, si trovavano la cultura degli amburghiani e quella di Federmesser. Nel Medio Oriente, la cultura pre-agricola natufiana si stabilì lungo le coste orientali del Mediterraneo per sfruttare i cereali selvatici, come il farro e i due tipi di orzo. Nell'Allerød essi iniziarono ad addomesticare questo tipo di piante.